# Мареева, Елена Валентиновна
Еле́на Валенти́новна Маре́ева (род. 25 октября 1954) — российский философ, доктор философских наук, профессор. Профессор кафедры философии Московского государственного института культуры. Заведовала кафедрой общеобразовательных дисциплин в Московской международной высшей школе бизнеса «МИРБИС» (Институт). 

## Биография
Окончила философский факультет Ростовского государственного университета.
Кандидат философских наук (1983, диссертация «Созерцание и деятельность (теоретические предпосылки и методологические аспекты проблемы)». Доктор философских наук (2003, диссертация «Душа как объект философской рефлексии (Историко-философский анализ)».
Член правления общества «Диалектика и культура», организующего ежегодные международные Ильенковские чтения. 
Занимается историей философии, философией культуры, теорией познания, методологией науки.

## Публикации
Автор и соавтор более 200 публикаций.

### Монографии
- Мареева Е. В. Проблема души в классической и неклассической философии. — М.: Академический проект, 2017.
- Мареева Е. В., Мареев С. Н. Проблема мышления: созерцательный и деятельностный подход. — М.: Академический проект, 2013.

### Учебные пособия
- Краткая история философии / Под общей редакцией В. Г. Голобокова. — М.: Олимп, 1997; АСТ, Олимп, 2002. — 560 стр. — ISBN 5-17-006916-2, ISBN 5-8195-0453-4
- Е. В. Мареева. История и теория демократии. — М.: «Северный город-7», 2001.
- С. Н. Мареев, Е. В. Мареева, В. Г. Арсланов. Философия XX века / Учебное пособие для высшей школы. — М.: Академический проект, 2001. — 464 с. — (Gaudeamus). — ISBN 5-8291-0131-9.
- Е. В. Мареева. Культурология. Теория культуры. — 2-е издание, переработанное и дополненное. — М.: Экзамен, 2003. — 192 с. — ISBN 5-8212-0349-X.
- С. Н. Мареев, Е. В. Мареева. История философии (общий курс). — М.: Академический проект, 2004. — 880 с. — (Gaudeamus). — ISBN 5-8291-0402-4.
- Е. В. Мареева. Культурология. Теория и история культуры. — 3-е издание, переработанное и дополненное. — М.: Экзамен, 2008. — 448 с. — ISBN 978-5-377-00493-6.
- Е. В. Мареева, С. Н. Мареев, А. Д. Майданский. Философия науки. — М.: Инфра-М, 2010.

### Статьи
- О бессмертии души (Аристотель и современность) // «Вопросы философии», 2002, № 12.
- Споры о душе в свете истории аристотелизма // «Психология и философия: возвращение души», РГГУ, М., 2003.
- Д. Сёрл: старое и новое в понятии сознания // «Философия сознания: история и современность», МГУ, М., 2003.
- Жиль Делёз как историк философии // «Вопросы философии», 2003, № 8.
- Существует ли «школа Ильенкова»? // «Вопросы философии», 2004, № 3.
- Об истоках идеального (Лифшиц против Ильенкова) // «Идеальное: Ильенков и Лифшиц», М., 2004.
- С. Франк как зеркало русской религиозной философии // «Вопросы философии», 2005, № 6.
- Was Ilyenkov as Aesthetician? // Studies in East European Thought, № 3—4, September 2005
- Пьетро Помпонацци: у истоков культурно-исторической методологии // «Вопросы философии», 2006, № 1.
- Творчество Ф. М. Достоевского в зеркале философии Льва Шестова // «Вопросы философии», 2007, № 3.
- Рецензия на монографию В. М. Межуева «Идея культуры» (М.: «Прогресс-Традиция», 2006) // «Вопросы философии», 2007, № 8.
- Об инновационных подходах и старых ошибках// «Свободная мысль — XXI», 2007, № 8.
- Спор двух марксистов // «Эвальд Васильевич Ильенков» (Серия «Философия России второй половины XX века»). М., 2008.
- Ильенков и Поппер о своеобразии социальной науки // «Логос. Философско-литературный журнал». 2009 № 1.
- Проблема каузальной обусловленности ментального физическим и советский марксизм // Философия сознания: аналитическая традиция. М.: МГУ, 2009.
- О расколе среди ильенковцев // «Вопросы философии», 2010, № 2.
- Проблема души. От Канта к неокантианцам // Философия Канта в критике современного разума: сборник статей. М., 2010.
- Проблема социальной ответственности бизнеса: палитра научных подходов // Социальная ответственность бизнеса: сборник статей. М., 2011.
- С. Франк: трансформация классического понимания Бога и души // «Семен Людвигович Франк» (Серия «Философия России первой половины XX века»). М., 2012.
- «Лузер» апостол Павел // «Свободная мысль — XXI», 2013, № 2.
- От искусственного интеллекта к искусственной душе // «Вопросы философии», 2014, № 1.
- Lev Shestov: Between the Scripture and Nietzscheanism // Religion and Culture in Russian Thought. Philosophical, Theological and Literary Perspectives, Krakow, 2014.
- О соотношении красоты и добра: Толстой и Достоевский // «Лев Николаевич Толстой» (Серия «Философия России первой половины XX века»). М., 2014.
- The Kiev Philosophical School in the Light of the Marxist Theory of Activity // The practical essence of man : the 'activity approach' in late Soviet philosophy, Historical Materialism, Book Series, volume 108, Leiden, Boston: Brill, 2015.
- Две трактовки гегелевской диалектики в работах В. И. Ленина // Альтернативы, № 4, 2015.
- Шестов: душа за пределами идеального // «Лев Исаакович Шестов» (Серия «Философия России первой половины XX века»). М., 2016.
- Lifshits ontognoseology as a version of Lenin’s theory of reﬂection // Studies in East European Thought, Volume 68, Issue 4, December 2016.
- Hegelian Dialectics and Soviet Marxism (from Vladimir Lenin to Evald Ilyenkov) // Hegelian Marxism. The Uses of Hegel’s Philosophy in Marxist Theory from Georg Lukacs to Slavoj Žižek. Edited by Anders Bartonek & Anders Burman. Sodertorn Philosophical Studies 22. Printed by Elanders, Stockholm 2018 p.61-80.